# Gun Fors
Karin Gun Margit Fors, född 17 juli 1926 i Borås, död 9 augusti 2015 i Högalids församling i Stockholm, var en svensk skådespelare.

## Filmografi
- 1986 – Ormens väg på hälleberget
- 1989 – Täcknamn Coq Rouge
- 1990 – Fiendens fiende (TV-serie)
- 1991 – "Harry Lund" lägger näsan i blöt!
- 1991 – Härlig är jorden
- 1992 – Kvällspressen (TV-serie)
- 1994 – Snutarna (TV-serie)
- 1997 – Evil Ed
- 2000 – Sånger från andra våningen